# Antarchaea alopecodes
Antarchaea alopecodes är en fjärilsart som beskrevs av Edward Meyrick 1902. Antarchaea alopecodes ingår i släktet Antarchaea och familjen nattflyn. Inga underarter finns listade i Catalogue of Life.